# 村上一志
村上 一志（むらかみ かずし、1991年4月15日 - ）は、日本の元俳優。大阪府出身。身長175cm。血液型A型。法政大学卒業。エイベックス・エンタテインメントに所属していた。

## 来歴
2007年、第20回ジュノン・スーパーボーイ・コンテストで近江兄弟社賞を受賞した。これをきっかけに芸能界デビュー。
2008年、『愛の劇場』40周年記念番組『ラブレター』にてドラマ初出演、初レギュラー。
2014年9月12日、神奈川県警察に詐欺未遂の現行犯で逮捕された。

## 出演

### テレビドラマ
- 愛の劇場40周年記念番組「ラブレター」（2008年11月 - 2009年2月、TBS） - 塚越海司 役（中高生時代）
- ゴッドハンド輝 第2話（2009年4月18日、TBS） - 祐二 役
- 猿ロック Episode5-1・5-2（2009年10月2日・9日、読売テレビ・日本テレビ系） - 高校生 役

### テレビ番組
- 地上最大のテレビ動物園（2009年8月13日、フジテレビ系）

### DVD
- サンドウィッチマンライブDVD2009　新宿与太郎狂騒曲　特典映像1、ヌータングーボ

### PV
- TRIPLANE 『アイコトバ』